# Kacza Góra (Beskid Wyspowy)
Kacza Góra (665 m n.p.m.), lub Stronia – szczyt w Beskidzie Wyspowym w niewielkim paśmie Zęzowa wznoszącym się po północnej stronie miejscowości Tymbark i Podłopień. Jest środkowym z czterech szczytów tego pasma; na wschód od Stroni znajduje się Zęzów (693 m), na zachód Groniec (638 m) i Stronica (606 m). Południowe stoki Stroni i całego pasma opadają do doliny Łososiny, północne do potoku Bednarka, który okrąża to pasmo również od wschodniej strony i uchodzi do Łososiny.
Sam wierzchołek Kaczej Góryjest porośnięty lasem, ale na południowych stokach po obu jego stronach znajdują się pola uprawne ciągnące się od doliny Łososiny aż po sam grzbiet pasma. Na przełęczy po wschodniej stronie szczytu i jej południowych stokach znajduje się należące do miejscowości Zawadka i Tymbark osiedle Dudówka. Duże obszary pól uprawnych znajdują się również na północnych stokach Stroni – należą one do miejscowości Zawadka.
Przez przełęcz między Kaczą Górą a Zęzowem oraz południowymi i północnymi stokami Stroni prowadzi szlak turystyki pieszej i rowerowej. Z przełęczy szerokie widoki w południowym kierunku.
Szlaki turystyczne
 Tymbark – przełęcz na Zęzowie – Kostrza. Czas przejścia: 2 h (↓ 1:45 h), suma podejść 500 m.